# Ezzat Ghoniem
Ezzat Ghoniem (in arabo عزت غنيم‎?) (...) è un avvocato e attivista egiziano per i diritti umani. 
È stato cofondatore e direttore dell'Egyptian Coordination for Rights and Freedom, un'organizzazione non governativa nota per l'assistenza legale alle vittime della repressione e la denuncia delle sparizioni forzate e delle esecuzioni capitali
.

## Biografia
Ghoneim si è laureato in giurisprudenza nel 2000 presso la Facoltà di Economia e Scienze politiche dell'Università del Cairo.
Nel dicembre 2017 è stata eseguita la pena capitale per impiccagione di quindici uomini che erano assistiti da Ghoniem ed erano stati condannati per l'uccisione di nove militari nella penisola del Sinai nel 2013 nel contesto del clima di violenza che ha seguito il massacro di piazza Rabaa. L'avvocato ha denunciato il mancato rispetto del tempo previsto dalla legge per presentare il ricorso; inoltre ha sostenuto che le condanne a morte avrebbero avuto l'effetto di indurre migliaia di giovani detenuti ad arruolarsi nella fila del Daesh.
Nel febbraio 2018 Ghoniem aveva denunciato pubblicamente l'arresto di Mona Mahmoud Mohammed, accusata di aver diffuso false notizie che avrebbero danneggiato gli interessi nazionali per aver raccontato in un documentario della BBC le torture e la successiva sparizione forzata di sua figlia Zubeyda.
Il 1º marzo 2018 Ghoniem è scomparso mentre rientrava a casa, facendo subito temere che fosse vittima di una sparizione forzata da parte della polizia egiziana. Amnesty International nell'immediatezza della sparizione dichiarò che «le sparizioni forzate sono il metodo adottato dal regime per nascondere ulteriori abusi nei confronti dei dissidenti, come torture ed esecuzioni extragiudiziali». 
Effettivamente la National Security Agency ha trattenuto e interrogato Ghoniem per tre giorni senza rivelare la sua posizione e senza concedergli di essere assistito da un avvocato.
Il 16 marzo 2018 il Ministero degli Interni egiziano ha pubblicato un video intitolato The Spider's Web ("La tela del ragno") in cui venivano illustrati gli sforzi del governo contro il terrorismo. Una parte del video era intitolata Rights Terrorism ("Terrorismo dei diritti umani") e ritraeva Ghoniem durante il suo arresto, faceva riferimenti ad Amnesty International e ad Human Rights Watch e al documentario della BBC con l'intervista a Mona Mahmoud Mohammed.
Il 4 settembre 2018 il tribunale penale del Cairo ha ordinato la sua scarcerazione, ma pochi giorni dopo Ghoniem ha subito una sparizione forzata mentre era ancora in stato di detenzione.
Il 3 novembre 2018, in seguito ad un'ulteriore ondata di retate ed arresti di attivisti, l'Egyptian Coordination of Rights and Freedom ha dichiarato che in Egitto la repressione è tale che non ci sono le condizioni per svolgere l'attività di difesa dei diritti umani, e quindi ha deciso di sospendere le attività ed ha chiesto l'intervento del Consiglio per i diritti umani delle Nazioni Unite.
Ghoniem è ricomparso il 9 febbraio 2019 come imputato in un'udienza, e la sua detenzione viene continuamente prolungata di 45 giorni, con le accuse di diffamazione dello Stato e appartenenza ad un gruppo illegale.
Nel marzo 2023 è stato condannato a 15 anni di carcere da un tribunale di emergenza, in un processo in cui erano imputati altri tredici attivisti per i diritti umani, tutti condannati a pene dai 5 ai 15 anni.

## Reazioni della comunità internazionale
Il Parlamento europeo ha chiesto più volte il suo rilascio incondizionato ed ha ribadito che la persecuzione nei suoi confronti è dovuta unicamente al suo lavoro legittimo e pacifico in difesa dei diritti umani; inoltre la detenzione di Ghoniem rientrerebbe nella strategia del governo egiziano di intimidazione delle organizzazioni che difendono i diritti umani.